# Barbara Pierre
Barbara Pierre (ur. 28 kwietnia 1987) – pochodząca z Haiti lekkoatletka reprezentująca Stany Zjednoczone i specjalizująca się w biegach sprinterskich.
Dla Haiti zdobyła w 2008 brązowy medal mistrzostw Ameryki Środkowej i Karaibów w biegu na 100 metrów, a podczas igrzysk olimpijskich w Pekinie dotarła na tym dystansie do ćwierćfinału. W 2011 zdobyła dla USA dwa srebrne medale igrzysk panamerykańskich. Podwójna złota medalistka mistrzostw NACAC (2015). W 2016 zdobyła złoto w biegu na 60 metrów podczas halowych mistrzostw świata w Portlandzie.
Rekordzistka Haiti na różnych dystansach.

## Igrzyska olimpijskie
| Miejsce | Dzień       | Rok  | Miejscowość | Konkurencja   | Czas biegu | Strata | Zwycięzca         |
| ------- | ----------- | ---- | ----------- | ------------- | ---------- | ------ | ----------------- |
| 31.     | 16 sierpnia | 2008 | Pekin       | bieg na 100 m | 11,56 s    | -      | Shelly-Ann Fraser |

## Igrzyska panamerykańskie
| Miejsce | Dzień           | Rok  | Miejscowość | Konkurencja        | Czas biegu | Strata   | Zwycięzca        |
| ------- | --------------- | ---- | ----------- | ------------------ | ---------- | -------- | ---------------- |
| srebro  | 25 października | 2011 | Guadalajara | bieg na 100 m      | 11,25 s    | + 0,03 s | Rosângela Santos |
| srebro  | 28 października | 2011 | Guadalajara | sztafeta 4 x 100 m | 43,10 s    | + 0,25 s | Brazylia         |
| brąz    | 22 lipca        | 2015 | Toronto     | bieg na 100 m      | 11,01 s    | + 0,06 s | Sherone Simpson  |
| złoto   | 25 lipca        | 2015 | Toronto     | sztafeta 4 x 100 m | 42,58 s    | -        | -                |

## Halowe mistrzostwa świata
| Miejsce | Dzień    | Rok  | Miejscowość | Konkurencja  | Wynik  | Strata   | Zwycięzca               |
| ------- | -------- | ---- | ----------- | ------------ | ------ | -------- | ----------------------- |
| 4.      | 11 marca | 2012 | Stambuł     | bieg na 60 m | 7,13 s | + 0,13 s | Veronica Campbell-Brown |
| złoto   | 19 marca | 2016 | Portland    | bieg na 60 m | 7,02 s | -        | -                       |

## Rekordy życiowe
- bieg na 100 metrów – 10,85 (2013)
- bieg na 60 metrów (hala) – 7,00 (2016) – 9. wynik w historii światowej lekkoatletyki